# ネイモンゴサウルス
ネイモンゴサウルス（学名：Neimongosaurus  「内蒙古のトカゲ」の意）中国内モンゴル自治区の上部白亜系より知られるテリジノサウルス類の草食獣脚類恐竜の属である。
ネイモンゴサウルスはテリジノサウルス上科に属し、部分的な脳函、右下顎の前方、完璧に近いaxial column、叉骨、肩帯、両側の上腕骨、骨盤の一部分、左の橈骨、後肢の一部分から構成される部分的に保存された頭骨と骨格化石であるホロタイプLH V0001により知られる。この標本は1999年に内モンゴル自治区、サンハンゴビのイレンダバス層、カンパニアン後期もしくはマーストリヒチアン前期、7200万年前〜6800万年前の地層から収集された。第2の標本LH V0008は腸骨と仙骨から構成されパラタイプに指定された。
タイプ種であるNeimongosaurus yangiはZhang Xiaohong、 徐星(Xu Xing)、 ポール・セレノ(Paul Sereno)、 Kwang Xuewen、およびTan Linにより2001年に記載された。属名は中国語で内モンゴルを意味する内蒙古（Nei Mongol）から派生している。種小名は楊鍾健に献名されたものである。
ネイモンゴサウルスは二足歩行であった。下顎の奥の歯は粗い鋸歯状で、植物食であったことを示す。細長い頸椎を持っていた。肩甲骨の先は細くなっていた。体長は2.3 mほどだったと考えられる。
ネイモンゴサウルスは記載者によりテリジノサウルス上科の基底をなすとされた。後続の分岐学的解析ではより派生的なテリジノサウルス科とされたが、Lindsay Zannoによる2010年の解析では元の位置だと確認されている。

## 参照
1. 1 2 3 4  Zhang, Xu, Sereno, Kwang and Tan, (2001). "A long-necked therizinosauroid dinosaur from the Upper Cretaceous Iren Dabasu Formation of Nei Mongol, People’s Republic of China." Vertebrata PalAsiatica, 39(4): 282-290.
2. ↑  Senter, P. (2007). "A new look at the phylogeny of Coelurosauria (Dinosauria: Theropoda)." Journal of Systematic Palaeontology, 5: 429-463 (doi:10.1017/S1477201907002143).
3. ↑  Lindsay E. Zanno (2010). “A taxonomic and phylogenetic re-evaluation of Therizinosauria (Dinosauria: Maniraptora)”. Journal of Systematic Palaeontology 8 (4):  503–543. doi:10.1080/14772019.2010.488045.